# Thomas David Jones
Thomas David Jones, född 22 januari 1955 i Baltimore, är en amerikansk astronom och astronaut uttagen i astronautgrupp 13 den 17 januari 1990.
Asteroiden 10828 Tomjones är uppkallad efter honom.

## Rymdfärder
- STS-59
- STS-68
- STS-80
- STS-98

Jones var uppdragsspecialist ombord på Atlantis/STS-98. Uppdraget var att föra upp och montera fast modulen Destiny Laboratory Module till den internationella rymdstationen ISS. Gjorde tre rymdpromenader under färden.